# En pizza i jordbro
En pizza i jordbro è un film documentario del 1994 diretto da Rainer Hartleb. Parte di un progetto più ampio che segue la vita di un gruppo di adolescenti del quartiere Jordbro a Stoccolma dal 1972 al 2006.

## Riconoscimenti
Guldbagge - 1995
Miglior film
Candidatura a miglior regista a Rainer Hartleb